# Sergej Slavnov

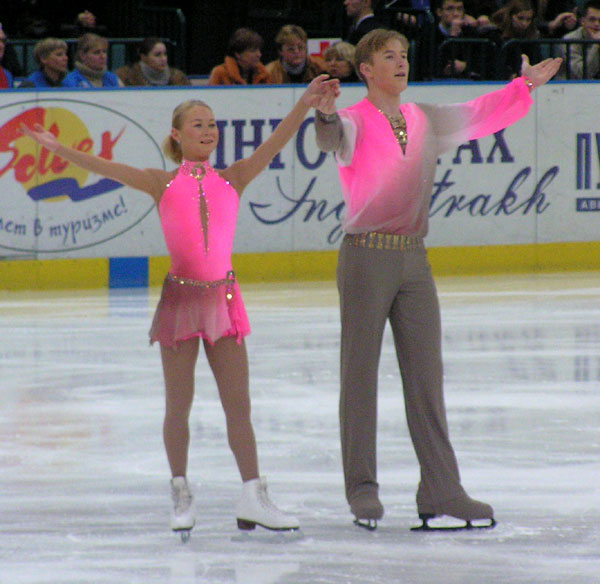
Joelija Obertas en Sergej Slavnov

Sergej Gennadjevitsj Slavnov (Russisch: Сергей Геннадьевич Славнов) (Leningrad, 11 april 1982) is een Russisch kunstschaatser.
Slavnov is actief in het paarrijden en zijn vaste sportpartner is Joelija Obertas en zij worden gecoacht door Tamara Moskvina. In het verleden schaatste hij onder andere met Joelija Karbovskaja.
Obertas en Slavnov schaatsen samen sinds 2003.
| records             | punten | datum      | toernooi           |
| ------------------- | ------ | ---------- | ------------------ |
| Hoogste totaalscore | 177.10 | 26-01-2005 | EK 2005            |
| Hoogste korte kür   | 63.59  | 25-01-2005 | EK 2005            |
| Hoogste lange kür   | 117.98 | 26-11-2005 | Cup of Russia 2005 |

## Belangrijke resultaten
| Kampioenschap          | 2004 | 2005   | 2006 |
| ---------------------- | ---- | ------ | ---- |
| Olympische Spelen      |      |        | 8e   |
| Wereldkampioenschap    | 7e   | 5e     |      |
| Europees Kampioenschap | 4e   | Zilver | 4e   |